# 신일순
신일순(申日淳, 1948년~ )은 육군사관학교(26기)를 졸업하고 1970년에 임관하여, 한미연합군사령부 부사령관으로 재직하였다.

## 상세
육군사관학교 재학 중 위탁교육의 형식으로, 육사 최초로 미국 육군사관학교에서 수학 및 졸업하였다. 웨스트 포인트 유학 실력을 바탕으로, 주로 대미정책 분야에서 근무하였다. 특유의 치밀함과 엄격함으로 인해 진급에 있어서 별다른 어려움이 없었다고 알려져 있다.
그러나 한미연합사 부사령관 재임 중 발생한 공금횡령으로 인하여 현역 육군대장 최초로 임기 중 구속 및 수감되었다. 당시 참여 정부는 국무회의를 열고 신일순 대장을 해임하고, 합참 작전본부장이었던 김장수 중장을 대장으로 진급 및 한미연합사 부사령관에 임명하였다.
당시 신일순 대장을 구속시킨게 바로 군법무관으로 근무하고 있었던 국방부 검찰단의 고등검찰부장 최강욱 소령이었다.

## 경력
- 육군 육군참모총장 비서실장
- 육군 28사단장
- 육군 교육사 교훈부장
- 육군 3군단장[9]
- 육군교육사령관
- 육군참모차장
- 한미연합사 부사령관